# FIFA Puskás Award 2019
Il FIFA Puskás Award 2019, undicesima edizione del premio per il gol ritenuto più bello dell'anno, è stato vinto da Dániel Zsóri per la rete segnata con la maglia del Debrecen contro il Ferencváros in una partita del campionato ungherese. Il vincitore è stato annunciato e premiato durante la cerimonia dei The Best FIFA Football Awards 2019 tenutasi a Milano il 23 settembre 2019.

## Formula
La FIFA ha deciso in questa edizione del premio di cambiare la formula di assegnazione: vengono votati online i 10 gol selezionati ed i 3 gol che ottengono più voti saranno valutati da una giuria di 10 ex calciatori e calciatrici che decreteranno la classifica finale. La giuria di questa edizione è composta dai seguenti calciatori:
- Ann Kristin Aarønes
- Brandi Chastain
- Han Duan
- Julie Fleeting
- Miroslav Klose
- Michael Owen
- Patrizia Panico
- Ronaldo
- Yaya Touré
- Christian Vieri

## Classifica
Di seguito la classifica finale del premio, con il podio deciso dalla giuria di esperti.
Nota bene: il risultato indicato tiene conto del punteggio al momento della realizzazione del gol.
| Pos.             | Giocatore              | Squadra        | Avversario       | Risultato | Competizione                                                   | Percentuale |
| ---------------- | ---------------------- | -------------- | ---------------- | --------- | -------------------------------------------------------------- | ----------- |
| 1                | Dániel Zsóri           | Debrecen       | Ferencváros      | 2-1       | Nemzeti Bajnokság I 2018-2019                                  |             |
| 2                | Lionel Messi           | Barcellona     | Betis            | 4-1       | LaLiga 2018-2019                                               |             |
| 3                | Juan Fernando Quintero | River Plate    | Racing Club      | 1–0       | Primera División 2018-2019                                     |             |
| Non classificati | Matheus Cunha          | RB Lipsia      | Bayer Leverkusen | 4-1       | Bundesliga 2018-2019                                           |             |
| Non classificati | Zlatan Ibrahimović     | LA Galaxy      | Toronto FC       | 1-3       | MLS 2018                                                       |             |
| Non classificati | Ajara Nchout           | Camerun        | Nuova Zelanda    | 1-0       | Fase a gironi del campionato mondiale femminile di calcio 2019 |             |
| Non classificati | Fabio Quagliarella     | Sampdoria      | Napoli           | 3-0       | Serie A 2018-2019                                              |             |
| Non classificati | Amy Rodriguez          | Utah Royals FC | Sky Blue         | 1-0       | National Women's Soccer League 2019                            |             |
| Non classificati | Billie Simpson         | Cliftonville   | Sion Swifts      | 1-2       | Women's Premiership 2018                                       |             |
| Non classificati | Andros Townsend        | Crystal Palace | Manchester City  | 2-1       | Premier League 2018-2019                                       |             |